# ماتیاس برانت
ماتیاس برانت (آلمانی: Matthias Brandt؛ زادهٔ ۷ اکتبر ۱۹۶۱) هنرپیشه اهل آلمان است.
از فیلم‌ها یا برنامه‌های تلویزیونی که وی در آن نقش داشته‌است می‌توان به بابیلون برلین، ترانزیت اشاره کرد.